# Pseudoanthidium alpinum
Pseudoanthidium alpinum är en biart som först beskrevs av Morawitz 1874.  Pseudoanthidium alpinum ingår i släktet Pseudoanthidium och familjen buksamlarbin. Inga underarter finns listade i Catalogue of Life.